# جوني إيس
جوني إيس (بالإنجليزية: Johnny Ace)‏ هو موسيقي ومغني وعازف بيانو أمريكي، ولد في 9 يونيو 1929 في ممفيس في الولايات المتحدة، وتوفي في 25 ديسمبر 1954 في هيوستن في الولايات المتحدة بسبب إصابة بعيار ناري.

## وصلات خارجية
- جوني إيس على موقع IMDb (الإنجليزية)
- جوني إيس على موقع ميوزك برينز (الإنجليزية)
- جوني إيس على موقع إن إن دي بي (الإنجليزية)
- جوني إيس على موقع أول ميوزيك (الإنجليزية)
- جوني إيس على موقع ديسكوغز (الإنجليزية)